# Гессвілл (Огайо)
Гессвілл (англ. Hessville) — переписна місцевість (CDP) в США, в окрузі Сендаскі штату Огайо. Населення — 174 особи (2020).

## Географія
Гессвілл розташований за координатами 41°24′11″ пн. ш. 83°14′35″ зх. д. / 41.40306° пн. ш. 83.24306° зх. д. (41.403017, -83.243105).  За даними Бюро перепису населення США в 2010 році переписна місцевість мала площу 1,81 км², уся площа — суходіл.

## Демографія
Згідно з переписом 2010 року, у переписній місцевості мешкало 214 осіб у 79 домогосподарствах у складі 54 родин. Густота населення становила 118 осіб/км².  Було 83 помешкання (46/км²).
Расовий склад населення:
| - 89,3 % — білих - 6,5 % — осіб інших рас |

До двох чи більше рас належало 4,2 %. Частка іспаномовних становила 25,7 % від усіх жителів.
За віковим діапазоном населення розподілялося таким чином: 32,2 % — особи молодші 18 років, 52,4 % — особи у віці 18—64 років, 15,4 % — особи у віці 65 років та старші. Медіана віку мешканця становила 35,3 року. На 100 осіб жіночої статі у переписній місцевості припадало 107,8 чоловіків;  на 100 жінок у віці від 18 років та старших — 95,9 чоловіків також старших 18 років.
Середній дохід на одне домашнє господарство  становив 38 335 доларів США (медіана — 35 114), а середній дохід на одну сім'ю — 40 191 долар (медіана — 36 023). За межею бідності перебувало 34,6 % осіб, у тому числі 67,9 % дітей у віці до 18 років та 0,0 % осіб у віці 65 років та старших.
Цивільне працевлаштоване населення становило 91 осіб. Основні галузі зайнятості: виробництво — 50,5 %, публічна адміністрація — 24,2 %, мистецтво, розваги та відпочинок — 13,2 %, сільське господарство, лісництво, риболовля — 12,1 %.